# 關鍵決心
关键决断（英語：Key Resolve）是驻韩美军与大韩民国国军的年度联合军演。这项演习的前身是团队精神军演。2000年开始，团队精神军演改称“反应、筹划、前进与整合联合军演”（英語：Reception, Staging, Onward Movement, Integration，缩写为）。2008年开始，这项军演改名为关键决断。
文在寅就任韩国总统后，韩朝关系有所缓和。2019年2月北韓－美國高峰會後，韓美宣佈停止關鍵決斷軍演，韩美双方将用代号为“19-1同盟”的新联合军演取代“关键决断”。